# Транспорт Львова

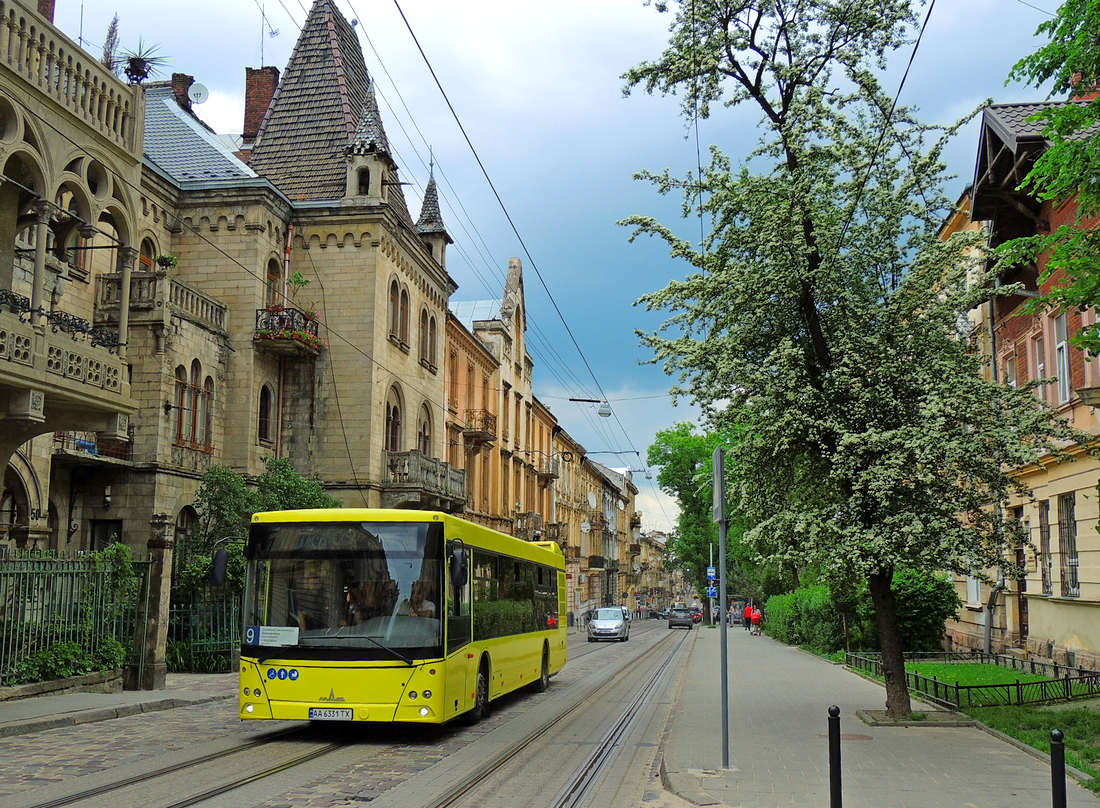
МАЗ 203 на вулиці Генерала Чупринки

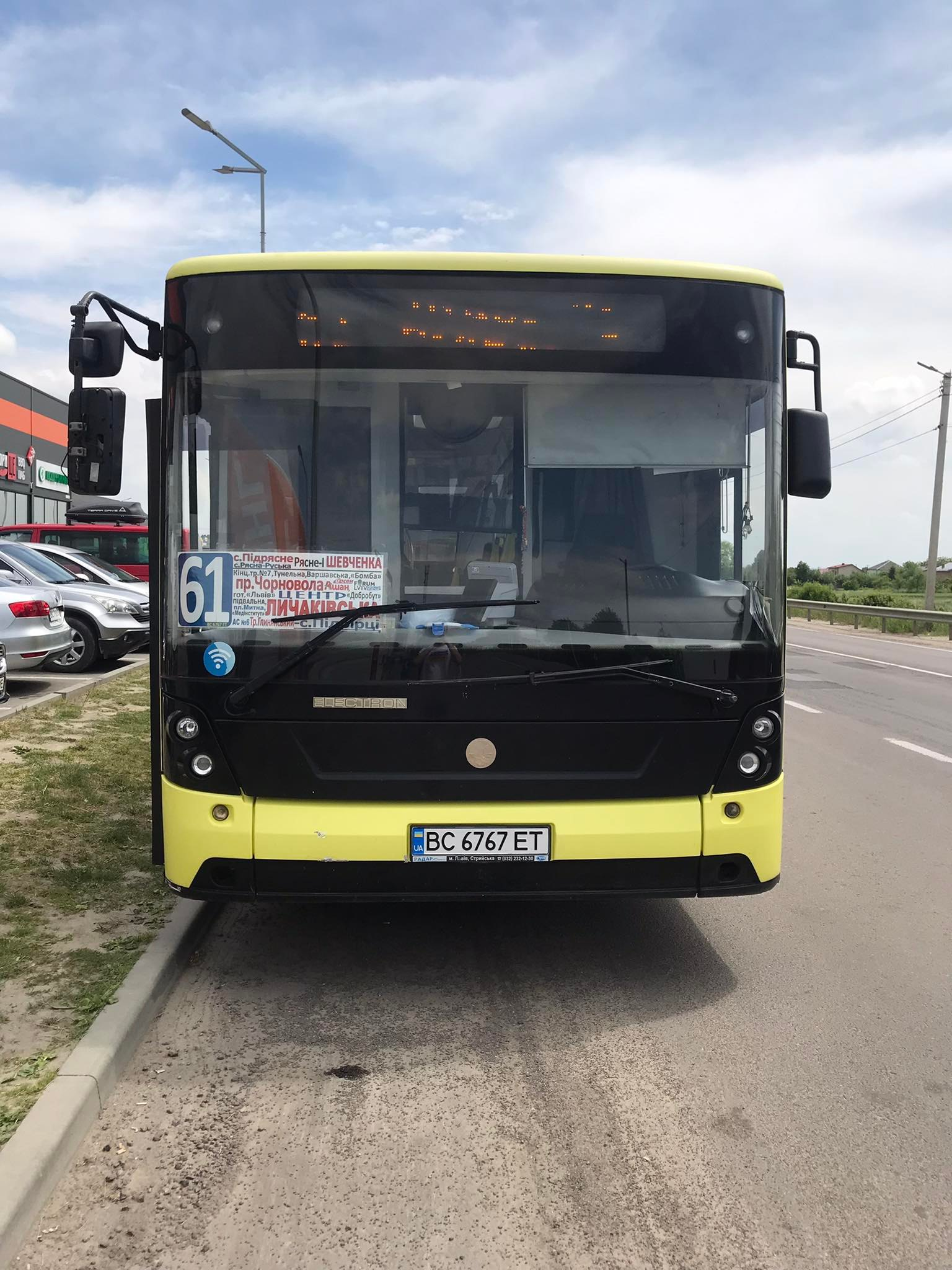
Електрон А18501 в селі Кожичі

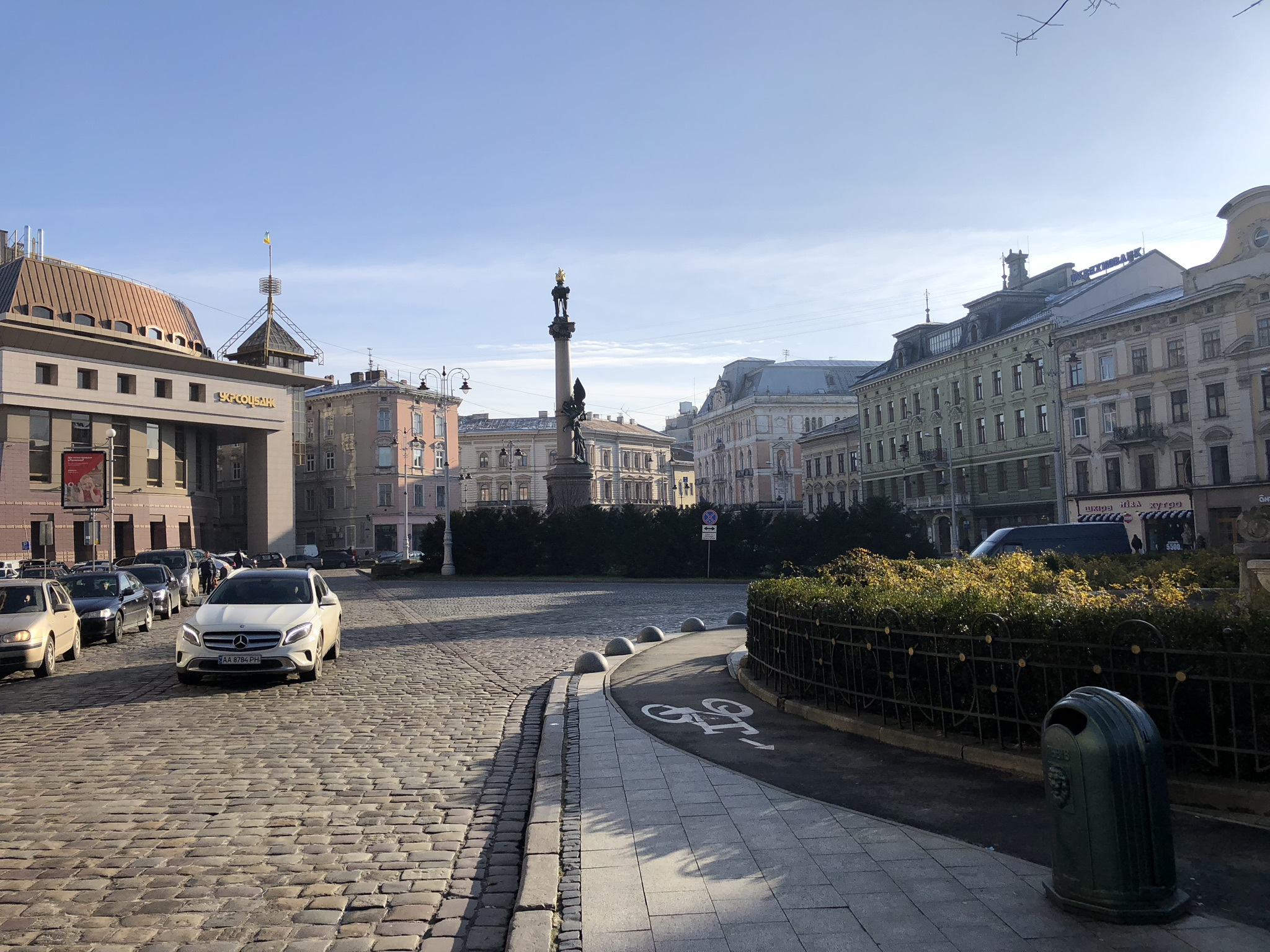
Проспект Свободи

Львів — найбільший транспортний вузол заходу України, через який проходить низка національних автострад європейського значення, важливі залізничні шляхи. У місті знаходиться міжнародний аеропорт Львів.

## Автомобільний транспорт та інфраструктура
Львів — важливий центр автомобільних перевезень, який лежить на шляху з центральної та північної України в Центральну Європу.
Через Львів проходять наступні автошляхи:
| Міжнародні автошляхи  | Міжнародні автошляхи                |
| --------------------- | ----------------------------------- |
| М06                   | Київ — Чоп                          |
| М09                   | Львів — Рава-Руська                 |
| М10                   | Львів — Краковець                   |
| М11                   | Львів — Шегині                      |
| Національні автошляхи |                                     |
| Н02                   | Львів — Тернопіль                   |
| Н09                   | Львів — Івано-Франківськ — Мукачеве |
| Н13                   | Львів — Самбір — Ужгород            |
| Н17                   | Львів — Луцьк                       |
| Європейські маршрути  |                                     |
| E40                   | Кале — Ріддер                       |
| E372                  | Варшава — Львів                     |
| E471                  | Мукачеве — Львів                    |

У 2008 році було відовлено покриття на автодорозі М06, в тому числі по всій довжині Львівської кільцевої дороги. Під час підготовки до чемпіонату Європи з футболу 2012 у Львові вперше за роки незалежності був масштабний ремонт більшості магістральних вулиць. Впродовж 2012—2020 у транспортна інфраструктура Львова суттєво покращилася.
Навколо Львова збудована незамкнена об'їзна дорога, яку планують замкнути. Станом на кінець 2020 року вилучено 16 із необхідних 52 ділянок у 43 власників. Вже розроблена тендерна документація відповідно до правил та політики міжнародних фінансових організацій і передана в Укравтодор. Міжнародний тендер на будівельні роботи буде оголошено у 2021 році структурним підрозділом Укравтодору ДП «Укрдорінвест».
Також проводяться роботи з реконструкції автомобільної дороги Т-14-25 Миколаїв — Городок — Жовква — Кам'янка-Бузька — Бібрка, яка стане великим транзитним кільцем навколо Львова. Ремонтно-будівельні роботи на замовлення Служби автомобільних доріг у Львівській області підрядна організація Onur Group Ukraine розпочала восени 2020 року. Вартість робіт — 975,9 млн грн.
Планується спорудження платного автобану «Київ — Краковець», який стане частиною пан'європейського транспортного коридору «Київ — Берлін».

## Повітряний транспорт

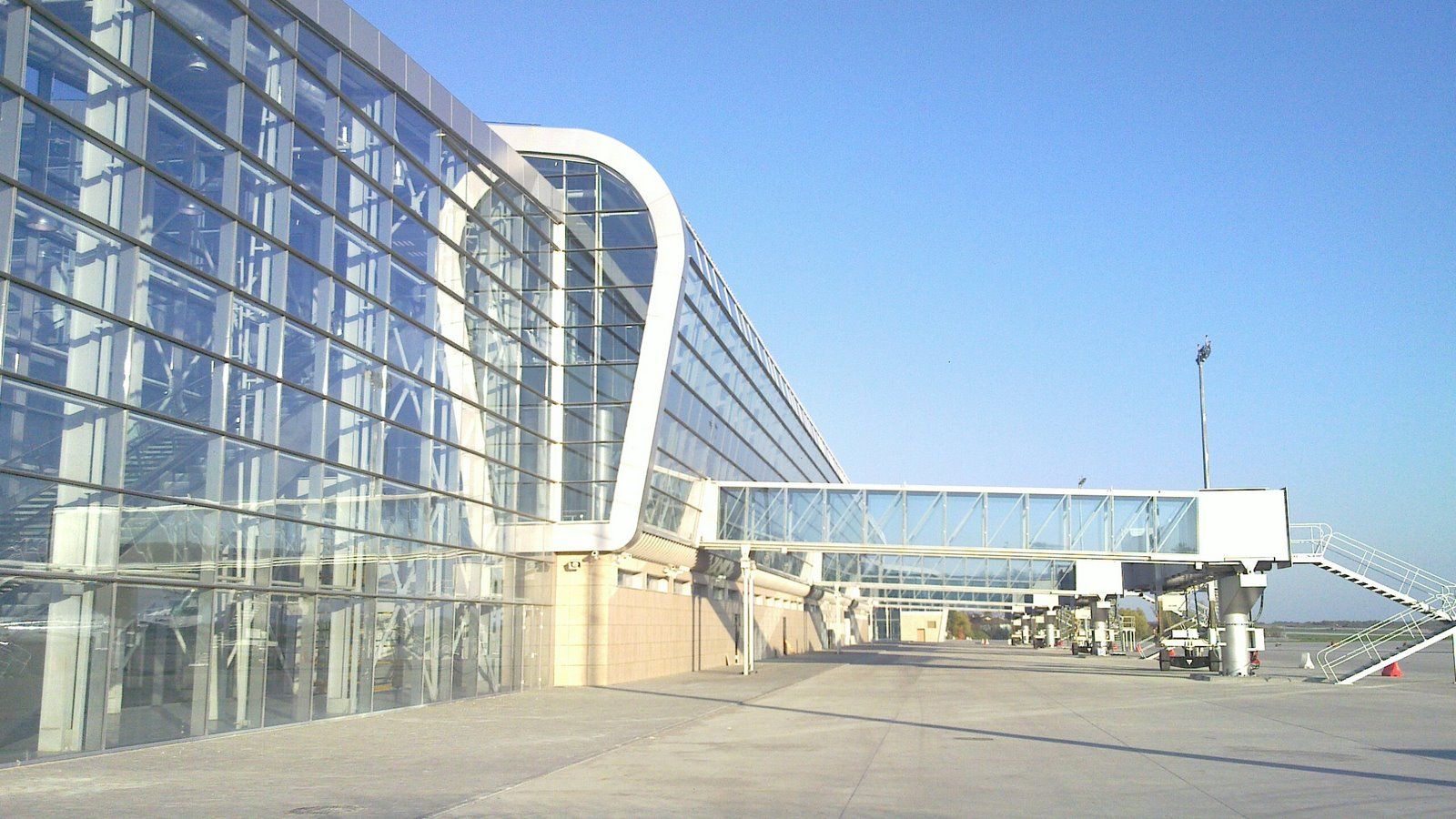
Міжнародний аеропорт «Львів» імені Данила Галицького (Термінал А)

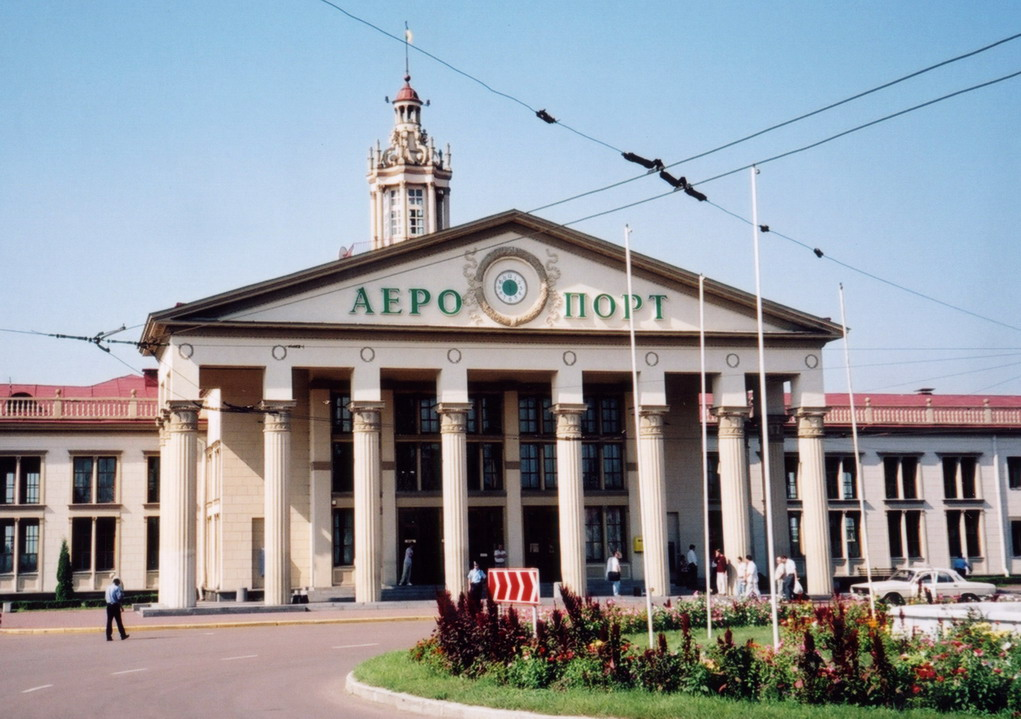
Аеропорт «Львів» (Старий термінал)

Пасажирські повітряні перевезення у Львові здійснюються через міжнародний аеропорт «Львів», який знаходиться у межах міста за 6 км від Львівської опери (знаходиться на Проспекті Свободи в центральній частині міста).
Розміри злітно-посадкової смуги — 2 510 на 45 метрів. 2012 року був побудований новий термінал А. До початку карантинних обмежень зі Львова було понад 70 напрямків у 25 країн світу. Після запровадження безвізового режиму до Львова зайшли такі авіакомпанії як Ryanair та Wizz Air. 2017 року вперше у своїй історії аеропорт став четвертим за рівнем завантаженості в Україні. У 2018 та 2019 роках Міжнародний аеропорт «Львів» імені Данила Галицького став третім за обсягом пасажиропотоку в Україні, після Міжнародного аеропорту «Бориспіль» та Міжнародного аеропорту «Київ». В умовах пандемії та карантину 2020 року аеропорт Львова став другим за рівнем завантаженості в Україні після Борисполя.
| Пасажиропотік аеропорту Львів | Пасажиропотік аеропорту Львів |
| ----------------------------- | ----------------------------- |
| 2010                          | ▲481 900                      |
| 2011                          | ▲296 900                      |
| 2012                          | ▲576 000                      |
| 2013                          | ▲700 800                      |
| 2014                          | ▼437 500                      |
| 2015                          | ▲570 600                      |
| 2016                          | ▲738 000                      |
| 2017                          | ▲1 080 000                    |
| 2018                          | ▲1 598 700                    |
| 2019                          | ▲2 217 400                    |
| 2020                          | ▼878 500                      |

## Залізничний транспорт

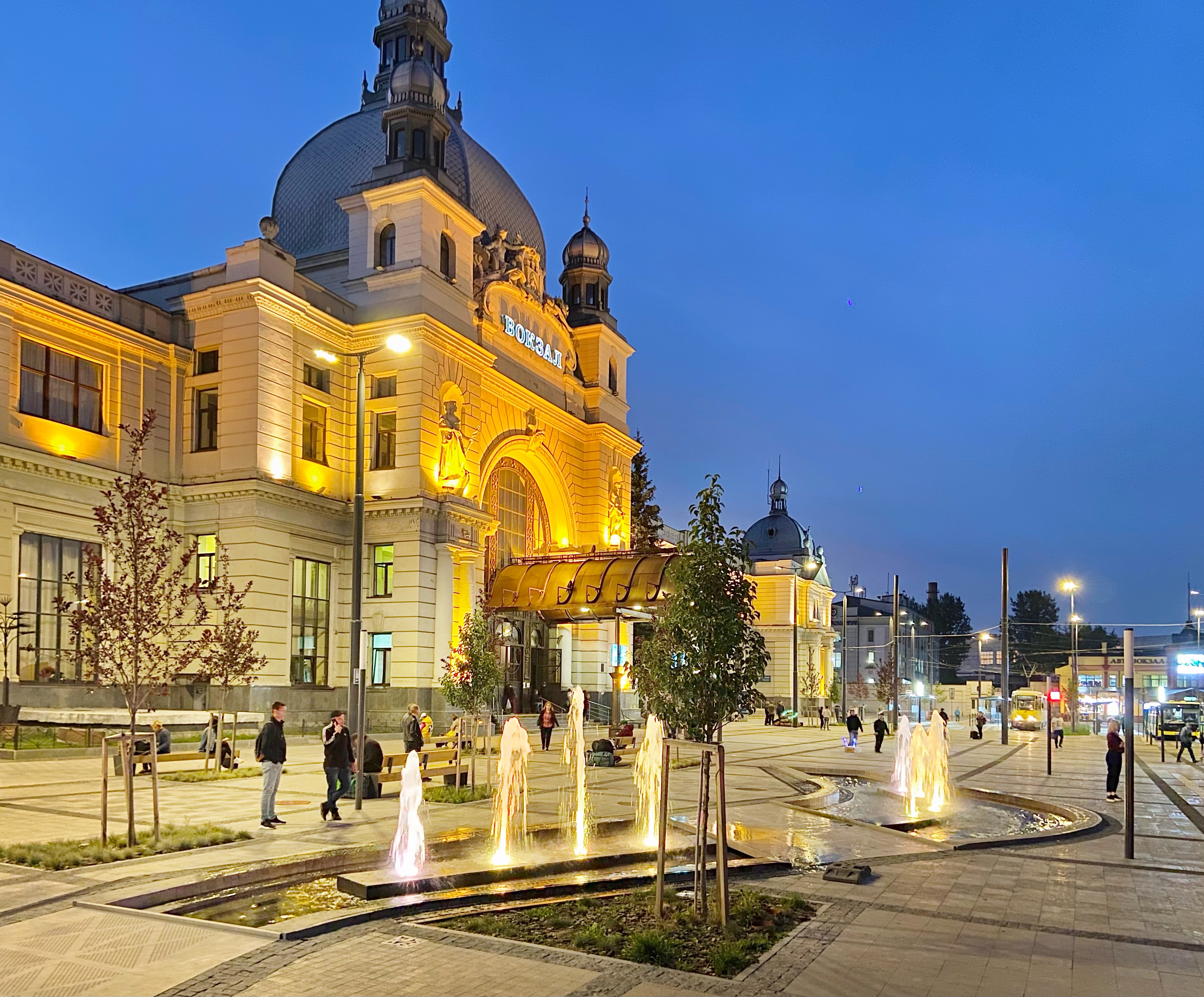
Львівський головний залізничний вокзал

Сьогодні Львів — резиденція управління Львівської залізниці — найстаршої та однієї з найбільших складових Державної адміністрації залізничного транспорту України.
Перший потяг прибув до Львова з Відня 4 листопада 1861 року. 1866 року було прокладено гілку до Чернівців, а у 1869 — до Бродів. На початку 20 століття виникла необхідність будівництва нового вокзалу у Львові. Нову споруду було здано 26 березня 1904 року. Вокзал вважався одним із найкращих у Європі, як із архітектурної, так і з технічної точок зору.
Сучасний Львів є важливим залізничним вузлом, через який відбувається сполучення західних областей України (Чернівецької, Івано-Франківської та Закарпатської) з іншою частиною держави. Через Львів також проходить значна частина залізничних шляхів, що з'єднують Україну з Європою. Заплановано втілення проєкту «Євроколія», суть якого зводиться до сполучення Львова з Польщею залізничною лінією з європейською шириною колії, що дозволить значно пришвидшити залізничний перетин українсько-польського кордону. Цей проєкт внесено в топ-10 пріоритетних інвестиційних проєктів України.
З 1951 року у Стрийському парку міста діє Львівська дитяча залізниця — виховний та освітній позашкільний заклад, місце відпочинку дітей та дорослих.
Починаючи з 2011 року до Львова курсують поїзди Інтерсіті+. Львівський вокзал традиційно є другим за пасажиропотоком в Україні, обслуживши 8,3 млн пасажирів у 2018 році та 7,8 млн у 2019. 2020 року відбулася реконструкція Двірцевої площі.

## Міський громадський транспорт

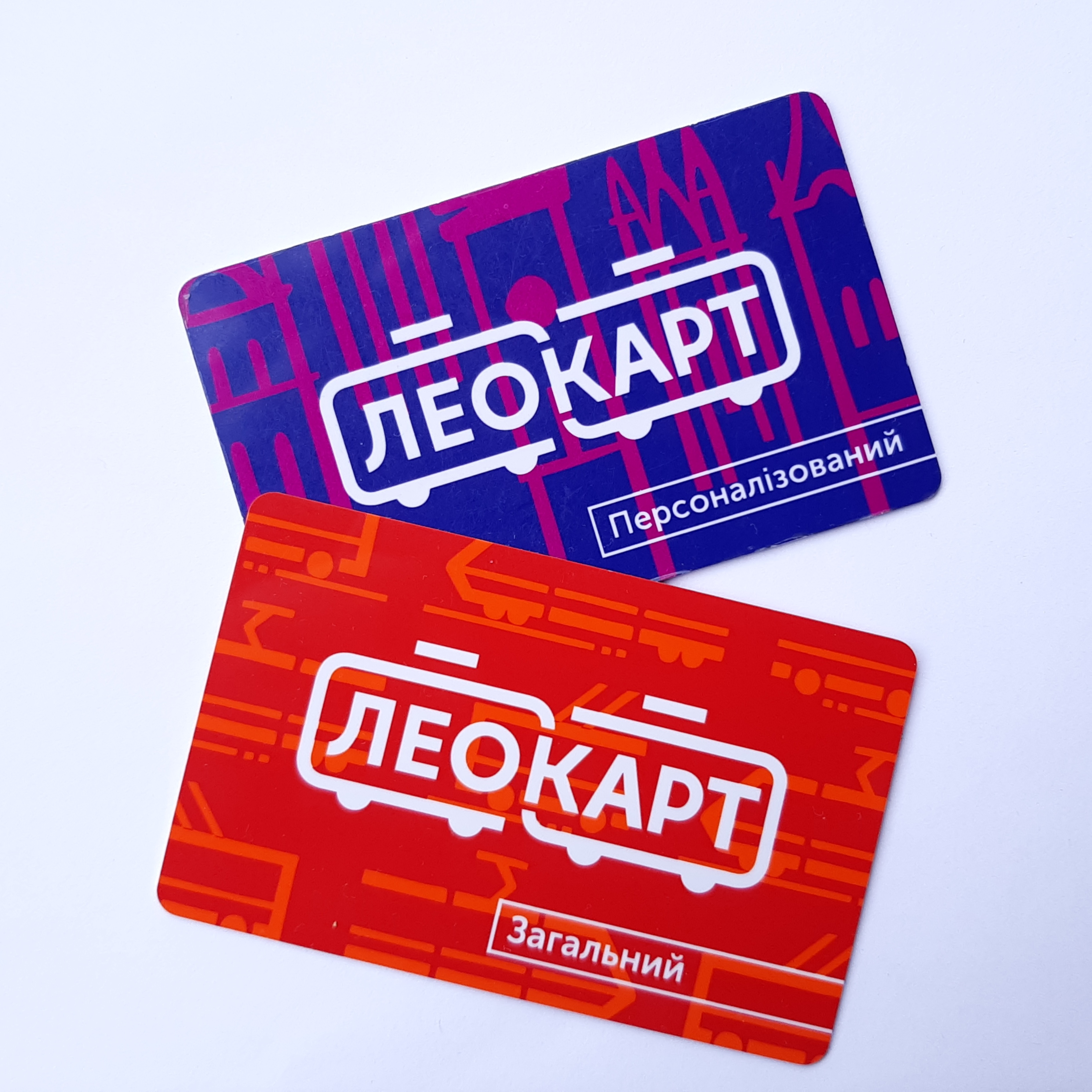
ЛеоКарт — електронний квиток Львівської міської громади

Міський громадський транспорт Львова складається з мережі трамвайних, тролейбусних та автобусних маршрутів. Зокрема, станом на 2022 рік офіційно у місті налічується 8 трамвайних маршрутів, 11 тролейбусних та 62 автобусних маршрути (частина з цих маршрутів тимчасово не обслуговується або змінені на час воєнного стану, також не курсують нічні маршрути).

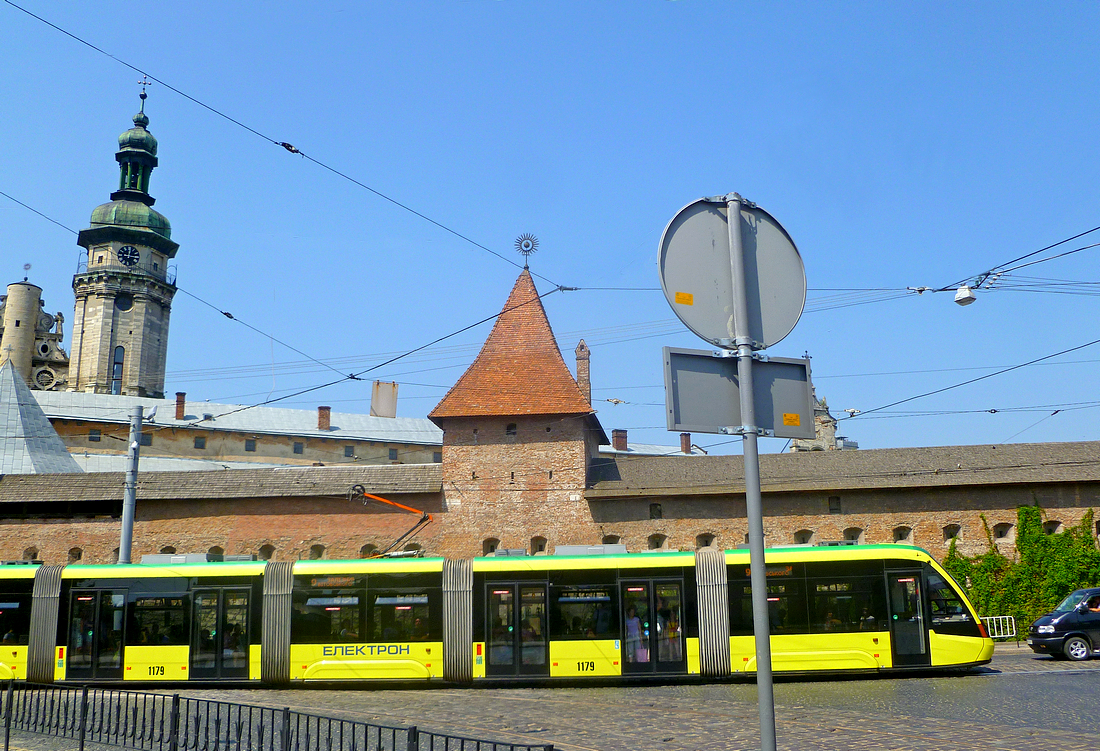
Трамвай Електрон T5L64 на площі Ринок

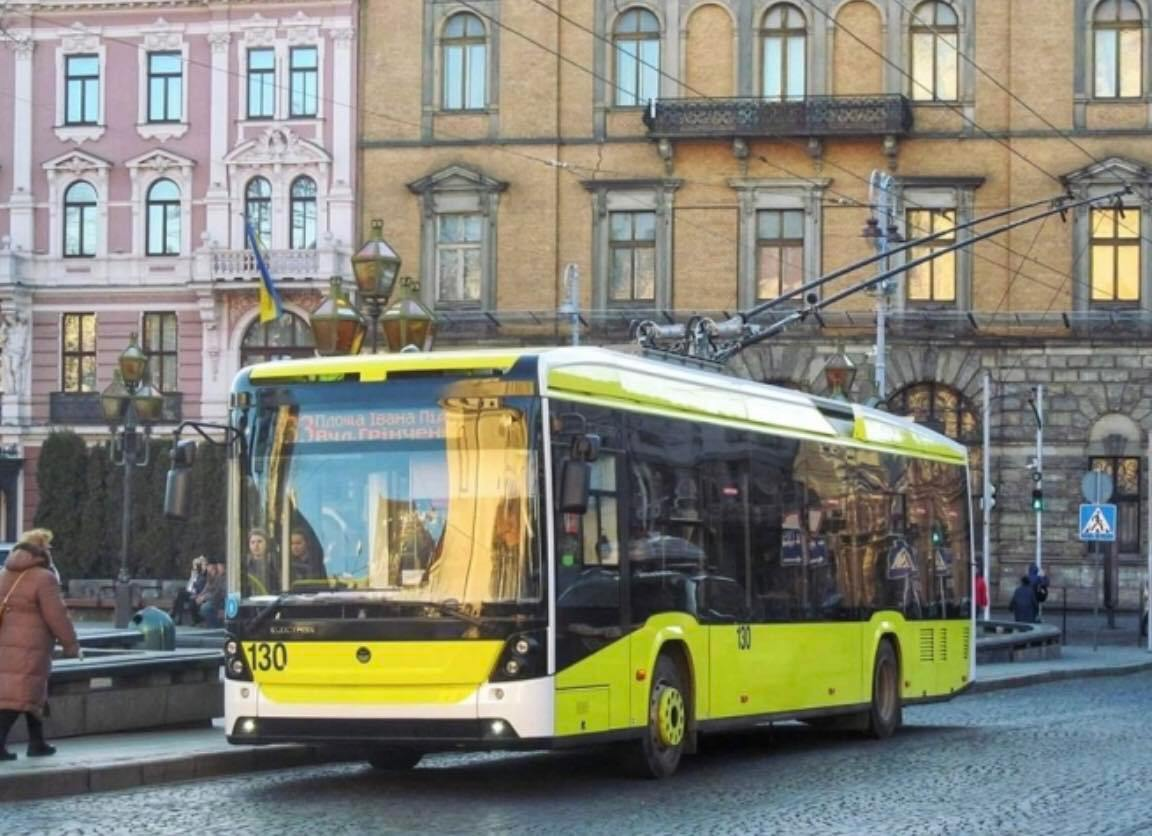
Електрон Т19 на Площі Івана Підкови

Пасажиропотік львівського громадського та автомобільного транспорту (млн пас):
| Рік   | Трамвай    | Тролейбус  | Автобус    | Автомобіль |
| ----- | ---------- | ---------- | ---------- | ---------- |
| 1939  | 109        | —          | 0.2        |            |
|       |            |            |            |            |
| 1991  | 136        | 100        |            |            |
|       |            |            |            |            |
| 2010  | 49.6       | 25.9       |            | 145.9      |
| 2011  | 36.8       | 22.4       |            | 141.4      |
| 2012  | 43.2       | 25.0       |            | 134.8      |
| 2013  | 35.9       | 22.9       |            | 115.7      |
| 2014  | 50.5       | 26.3       |            | 125.1      |
| 2015  | 59.5       | 29.5       |            | 110.1      |
| 2016  | 56.5       | 31.6       |            | 93.3       |
| 2017  | 62.3       | 31.8       | 65.7       |            |
| 2018  | 66.9       | 31.2       |            |            |
| 2019  | 73.8       | 36.4       |            |            |
| 2020  | —          | —          | —          | —          |
| 2024* | 19 010 809 | 12 102 143 | 89 889 017 |            |

*дані за 2024 з АСООП "Леокарт" включають всі категорії пасажирів, але не включають дані про кількість пасажирів, які оплачували проїзд через додаток "Приват24" або користувалися місячними проїзними "Львівелектротрансу". 
Точні дані з АСООП дозволяють зрозуміти, що дані пасажиропотоку за попередні роки для електричного транспорту були суттєво завищені, а для автобусного транспорту занижені.  

### Історія

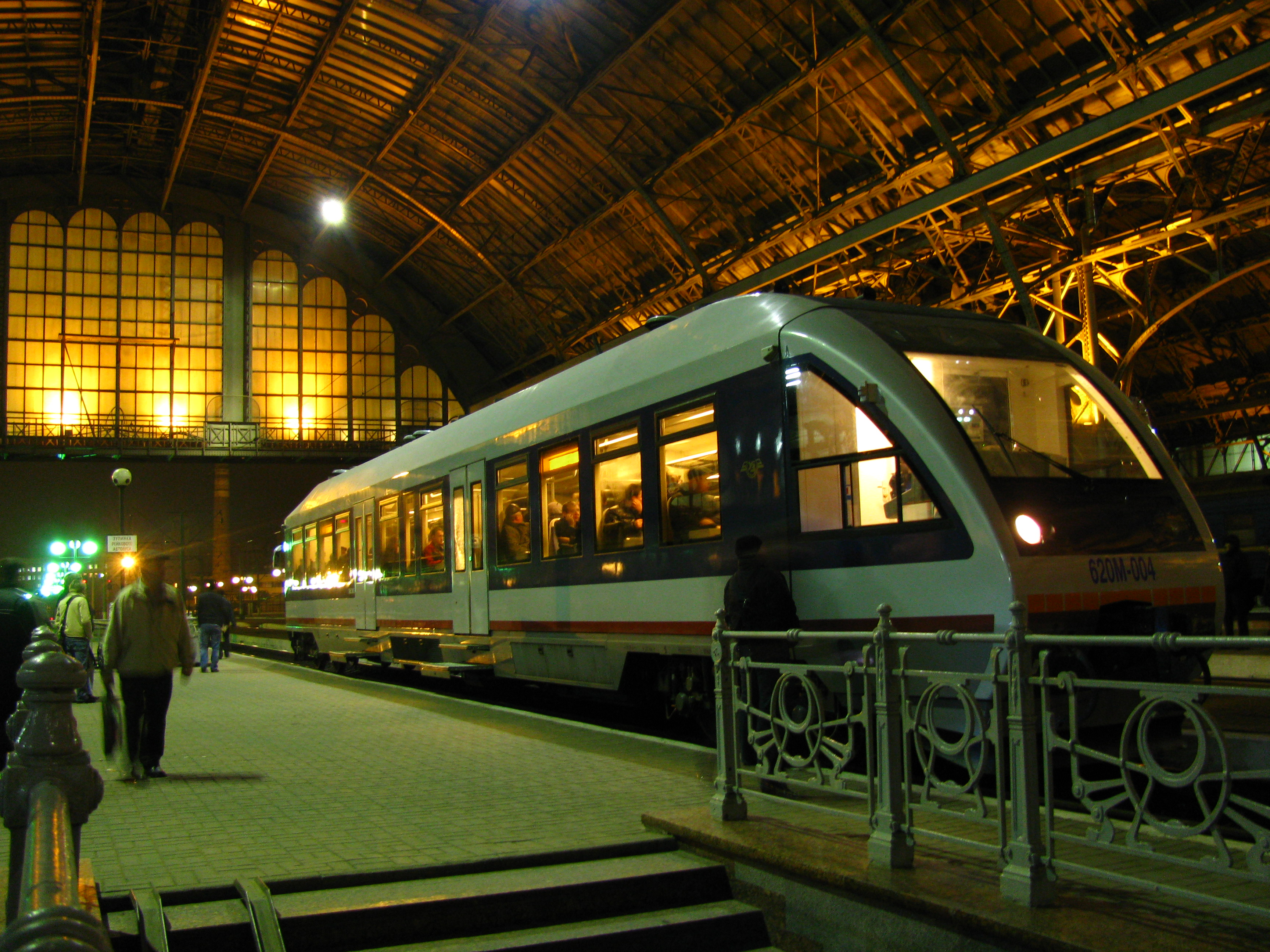
Рейковий автобус 630M на залізничному вокзалі

Історія громадського транспорту у Львові бере початок з 18 століття. Тоді у місті з'явилися диліжанси і відники, які у Львові отримали назву «тарадайки». 1835 року у Львові з'явився перший в Україні регулярний маршрут громадського транспорту — кінний омнібус, який сполучав середмістя з Винниками. Згодом у місті з'явилися кінний та електричний трамваї, автобуси, тролейбуси, маршрутні таксі, рейковий автобус. Існують проєкти спорудження у Львові метрополітену.
Восени 2011 року у Львові розпочалась реорганізація транспортної системи. В рамках цієї реорганізації впроваджується транспортна стратегія, розроблена спеціалістами французької компанії «Луї Бергер» (фр. Louis Berger) разом з фахівцями кафедри транспортних технологій НУ «Львівська політехніка». Одним з головних акцентів нової транспортної схеми є надання пріоритету електротранспорту та розвантаження центральної частини міста від автобусного транспорту.
В кінці 2011 — на початку 2012 у Львові запроваджено сучасну систему управління дорожнім рухом. 29 транспортних розв'язок на маршрутах трамваїв № 2 і 6 обладнано контролерами руху та сучасними світлофорними об'єктами. Вони керуються із єдиного центру керування рухом, який розміщено на вул. Коновальця.

Станом на 2020 рік у Львові діє можливість безконтактної оплати проїзду за допомогою смартфону в електротранспорті та деяких автобусних маршрутах. Значна частина маршрутів пролягає по виділених смугах для Громадського транспорту, які почали влаштувати починаючи з 2018 року. Смуги для громадського транспорту зараз є на проспекті Свободи, проспекті Чорновола, проспекті Святого Івана Павла ІІ, вулицях Зелена, Наукова, Підвальна, Хмельницького та інших.

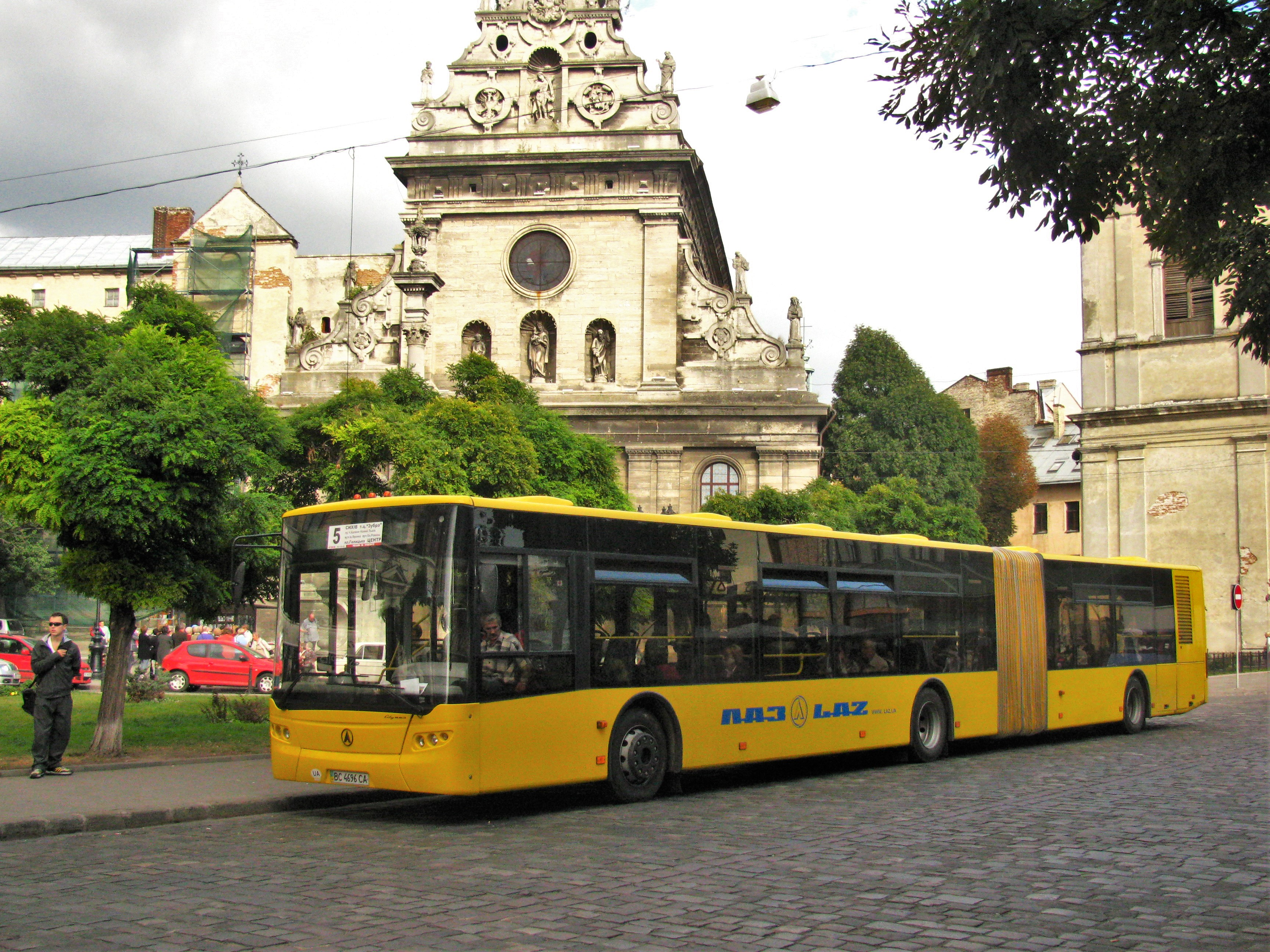
Автобус ЛАЗ А292 маршруту № 5

### Трамваї
У 1880 році у Львові було відкрито першу в Україні мережу кінного трамваю. Перші гілки сполучили залізничний вокзал із площею Митною та Підзамче. 1894 року у місті відкрили електричний трамвай, мережа якого після 1907 року почала невпинно рости. Проте, після впровадження у 1952 році тролейбуса, трамвайні маршрути почали закривати, замінюючи їх тролейбусними. Цей процес остаточно зупинено всередині 1980-их років.
17 листопада 2016 року відбулися офіційне відкриття і запуск трамвайної лінії, що сполучає трамвайну мережу Львова із житловим масивом Сихів.
2 вересня 2020 року, Львівська міська рада підписала угоду з Європейським інвестиційним банком (ЄІБ) та консорціумом «Спільне українсько-німецьке підприємство ТОВ «Електронтранс» та ТОВ «ЕлектронМаш» на постачання 10 нових п'ятисекційних трамваїв Електрон T5L64. Загальна вартість нових трамваїв – 20,8 млн євро, більша частина з яких – це кредит від ЄІБ.
13 вересня 2021 року на вул. Промисловій запрацювало нове трамвайне депо, яке реконструювали в межах проєкту Європейського банку реконструкції та розвитку.
Сьогодні трамвайний парк Львова складається з 118 трамваїв чехословацького виробництва Tatra KT4 та 9 трамваїв львівського виробництва Електрон. Налічується 8 трамвайних маршрутів, які експлуатуються ЛКП «Львівелектротранс».

Вартість проїзду, незалежно від відстані, становить 7/6 (при безготівковій оплаті) грн. (загальна) та 3,50/3 грн. (для учнів і студентів). Проїзні квитки можна придбати у газетних кіосках, терміналах та безпосередньо у водіїв трамваїв під час зупинки. Куплений квиток потрібно обов'язково прокомпостувати — покласти квиток у один з компостерів, що висять на стінах, та пробити його (незакомпостований квиток не дає права на проїзд).

### Тролейбуси
Тролейбуси у Львові були введені у експлуатацію у 1952 році. Перший маршрут сполучив залізничний вокзал із площею Міцкевича.
На сьогодні тролейбусний парк налічує близько 70 (до 60 на маршрутах) машин типів LAZ-Е183D1, ЛАЗ-52522, Skoda 14Tr, Skoda 15Tr, Богдан Т601.11 та Electron T191. Налічується 10 тролейбусних маршрутів, які експлуатуються ЛКП «Львівелектротранс».

Вартість проїзду, незалежно від відстані, становить 7/6 (при безготівковій оплаті) грн. (загальна) та 3,50/3 грн. (для учнів і студентів). Проїзні квитки можна придбати у газетних кіосках, терміналах та безпосередньо у водіїв тролейбусів під час зупинки. Куплений квиток потрібно обов'язково прокомпостувати — покласти квиток у один з компостерів, що висять на стінах, та пробити його (незакомпостований квиток не дає права на проїзд).

### Автобуси
Організатором автобусних перевезень у м. Львові є Управління транспорту Львівської міської ради (УТ ЛМР). Правове регулювання галузі пасажирських перевезень здійснює Закон України Про Автомобільний транспорт, постанова Кабінету Міністрів України № 1081 та інші підзаконні нормативно-правові акти України.
Перша автобусна лінія запрацювала у місті у 1928 році, вона сполучила площу Кропивницького з аеропортом. Найбільшого розмаху автобусний рух у Львові набув в часи приналежності міста до Радянського Союзу. Після його розпаду громадські автотранспортні перевезення було монополізовано приватними перевізниками на маршрутних таксі. Впродовж років незалежності України у Львові поступово було закрито всі автобусні маршрути з подальшою їх заміною на маршрути, які працювали у режимі маршрутного таксі і обслуговувалися мікроавтобусами — так званими «маршрутками». 2009 року Львівська міська рада розпочала процес відновлення руху великих та надвеликих автобусів у Львові: відкрито кілька маршрутів, що обслуговуються автобусами великої і надвеликої місткості. До 2012 року планувалося збільшити парк великих автобусів до 92 одиниць, однак тоді цього не сталося.
Згідно з конкурсом 2018 року на міські маршрути в будні мали б виходити 578 (586) автобусів, із яких не менше 150 автобусів великого класу (12 м), і не менше 428 середнього класу (8 м) місткістю не менше 35 пасажирів. Недостача автобусів на маршрутах станом на березень 2019 — не менше 150 одиниць. В комунальному АТП-1 незадіяними залишається 22 ЛАЗи, і не менше 50-ти Електронів / МАЗів. Бракує щонайменше ще 100 водіїв.
Станом на квітень 2019 в місті нараховувалося 56 міських автобусних маршрутів, які обслуговуються 4 приватними перевізниками та комунальним АТП № 1. Працює лише 51 маршрут, з них 9 на тимчасових договорах. 5 маршрутів взагалі не обслуговуються впродовж кількох місяців (перевізників не визначено).
Загальний випуск становив близько 450 автобусів, з яких до 170 великого класу (12 м), і 280 середнього класу (Богдан / Еталон). Львівське комунальне АТП-1 обслуговує 24 маршрути (7 на тимчасових договорах), а також експрес «Аеропорт — Залізничний вокзал». Чотири приватні перевізники обслуговують 26 маршрутів (2 на тимчасових договорах).
Комунальне АТП-1 має у власності 281 автобус: 115 Електрон А18501 100 МАЗ 203, 28 ЛАЗів, 18 БАЗ А08110 «Волошка», 20 Ataman А092H6. Також є кількадесят вживаних автобусів з країн Європи. Випуск на маршрути АТП-1: 142 Електрони / МАЗи, 14 Атаманів, 12 БАЗів. Ще 3 маршрути (№ 20, 32, 37) обслуговують приватні субпідрядники АТП-1 на Богдан А092/ БАЗ-А079.
В 2019 році запланована закупівля ще 100 низькопідлогових автобусів пасажиромісткістю 95 осіб в кредит в рамках проєкту «Міський громадський транспорт України», фінансування якого погодив Європейський інвестиційний банк.
Чотири приватні перевізники випускають на маршрути переважно автобуси малого класу БАЗ-А079 «Еталон», Богдан А092 середнього класу (близько 280 одиниць), 10-метрові Богдан А601, а також вживані автобуси з Європи (близько 35 одиниць).

Всі автобусні маршрути Львова працюють в режимі «Звичайний» (крім експресу в Аеропорт). Вартість проїзду — 7 грн (станом на вересень 2020 року). Право на безкоштовний проїзд мають всі пільгові категорії, яким це гарантує закон, а також пенсіонери за віком, особи з інвалідністю 3-ї групи та школярі у час навчального року

### Рейковий автобус
Міський рейковий автобус у Львові діяв з 1 грудня 2009 до 1 червня 2010 року. Цей, новий для України вид транспорту, обслуговувався автомотрисою, що рухалася залізничними коліями в межах міста. Львівський рейковий автобус сполучав мікрорайон Сихів із залізничним вокзалом та районом Підзамче.
Вартість проїзду становила 1 гривню 50 копійок. За день рейковий автобус здійснював спочатку 7, а потім — 5 рейсів.
1 червня 2010 року рейковий автобус закрили через значні збитки: за весь період курсування послугами рейкового автобуса на дільниці Сихів–Підзамче скористалися 67 903 пасажири, доходи від продажу проїзних квитків становили 84 879 грн, експлуатаційні 1 256 000 грн, прямі збитки — 1 181 000 грн.

## Пішохідна інфраструктура

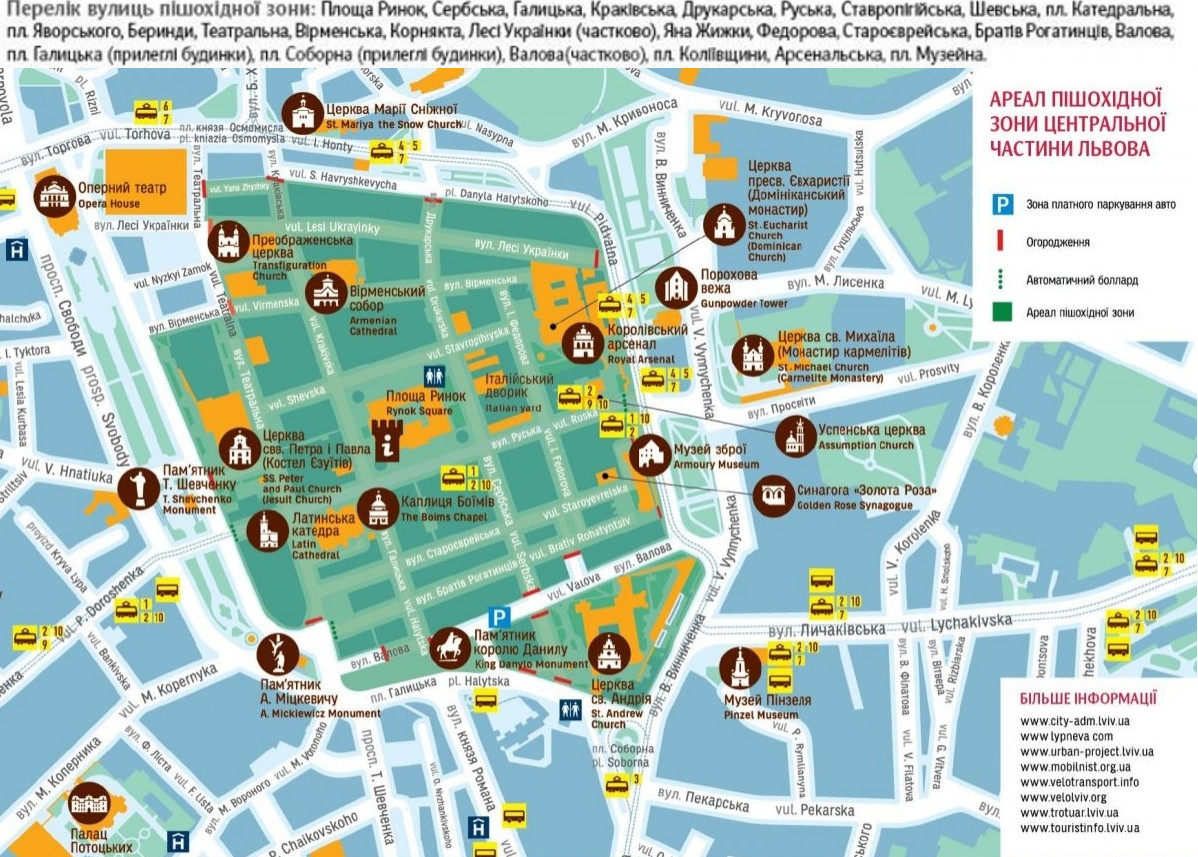
Схема пішохідної зони Львова

В 2013 році було опубліковано концепцію розвитку пішохідних зон Львова.
Центральна пішохідна зона навколо Львівської ратуші охоплює центральну частину міста, обмежену проспектом Свободи, площею Івана Підкови, вулицею Театральною, площею Князя Ярослава Осмомисла, вулицею Краківською, вулицею Семена Гавришкевича, площею Данила Галицького, вулицею Підвальною, вулицею Валовою та площею Адама Міцкевича. 2015 року запрацювали боларди, які обмежують рух на авто у пішохідній зоні центру міста. Транзитний проїзд пішохідною зоною заборонено.
Окрім того, пішохідними зробили ще ряд вулиць в межах історичного середовища у Львові:
- проїзд Крива Липа (з 2013 року)
- вул. Леся Курбаса (з 2015)
- вул. Руданського (з 2019)
- вул. Нижанківського (з 2019)

Також пішохідними в неділю і в святкові дні стають проспект Свободи і площа Міцкевича.

## Велоінфраструктура
Офіційно будувати велоінфраструктуру в місті почали в 2011 році, коли на вул. Вороного облаштували велосмугу із покриттям з червоної плитки. Вона ж стала і першою у Львові контрсмугою, де велосипедний рух має здійснюватись проти автомобільного руху. Станом на 2020 рік у Львові є понад 100 км велосмуг. 
У 2018 році у Львові з'явився перший сервіс із прокату велосипедів, а у 2020 почали діяти сервіси з прокату електросамокатів.

## Таксі
У Львові працює багато служб таксі, серед яких найпопулярніші: Opti (579), Львівське таксі (643), Економ таксі (70-70), Таксі 838 та інші. Багато з цих служб мають свої мобільні додатки, через які можна замовити авто.
2014 року вперше почав діяти онлайн-сервіс таксі Uklon, у 2017 — Uber, 2018 — Bolt.